# Efraim Morais
Efraim de Araújo Morais GOMM (Santa Luzia, 4 de setembro de 1952) é um engenheiro civil e político brasileiro filiado ao União Brasil (UNIÃO).
Foi presidente da Câmara dos Deputados, além de senador pela Paraíba e deputado estadual pelo mesmo estado.

## Biografia
Filho de Inácio Bento de Morais e Joana de Araújo Morais. Formado em engenharia civil pela Universidade Federal da Paraíba, Efraim Morais iniciou na política elegendo-se deputado estadual pelo PDS em 1982, sendo reeleito em 1986, já pelo PFL. Em 1990 foi eleito deputado federal, sendo reeleito por duas vezes.

### Senado Federal
Em 2002, foi eleito senador pelo estado da Paraíba, vencendo uma acirrada disputa contra seu então colega de chapa, Wilson Braga. Em 2004, Morais foi admitido pelo presidente Luiz Inácio Lula da Silva ao grau de Grande-Oficial especial da Ordem do Mérito Militar.
Em 2010, candidatou-se à reeleição, mas foi derrotado, ficando em quarto, com 692.451 votos, atrás dos candidatos eleitos Cássio Cunha Lima (PSDB) e Vitalzinho (PMDB), atrás também do candidato derrotado Wilson Santiago (PMDB).
Um de seus filhos, Efraim Morais Filho, é senador da república pelo União Brasil.

Após a derrota eleitoral em 2010, Efraim Morais passou a ocupar o cargo de secretário estadual em diferentes pastas em todas as administrações do Partido Socialista Brasileiro (PSB) e Cidadania.
Entre 2011 e 2014 foi Secretário de Infraestrutura do Estado da Paraíba no primeiro mandato de Ricardo Coutinho. Entre 2015 e 2018 foi Secretário Chefe de Governo. Em seguida, durante o mandato de João Azevedo, foi escolhido Secretário Estadual do Desenvolvimento da Agropecuária e da Pesca. Durante as eleições de 2018, o nome de Efraim Morais foi cogitado para a vaga de vice do governador eleito João Azevedo.

## Desempenho eleitoral
| Ano  | Cargo                        | Votos   | Partido | Resultado  |
| ---- | ---------------------------- | ------- | ------- | ---------- |
| 1982 | Deputado Estadual da Paraíba | 13.512  | PDS     | Eleito     |
| 1986 | Deputado Estadual da Paraíba | 14.210  | PFL     | Eleito     |
| 1990 | Deputado Federal da Paraíba  | 30.308  | PFL     | Eleito     |
| 1994 | Deputado Federal da Paraíba  | 34.595  | PFL     | Eleito     |
| 1998 | Deputado Federal da Paraíba  | 69.272  | PFL     | Eleito     |
| 2002 | Senador da Paraíba           | 594.191 | PFL     | Eleito     |
| 2010 | Senador da Paraíba           | 692.451 | DEM     | Não eleito |

## Ligações Externas
- Página Institucional do Senador Efraim Morais
- Página Institucional do Deputado Efraim Morais